# شاهک هخامنش
شاهک هخامنش (نام علمی: Charaxes achaemenes) نام یک گونه از سرده شاهک است.
در نام علمی آن achaemenes به معنی هخامنش است.